# Charizard
Charizard, conhecido como Lizardon (リザードン, Rizadon) no Japão, é uma criatura fictícia da franquia Pokémon que pertence a Nintendo e Game Freak. Criado por Ken Sugimori, Charizard apareceu pela primeira vez nos jogos Pokémon Red e Blue e subsequentes sequelas. Eles apareceram também em várias mercadorias, títulos de spinoff e adaptações animadas e impressas da franquia. Shin-ichiro Miki, o ator que faz a voz do James na versão japonesa do anime, é quem dá voz ao Charizard em versões japonesas e em inglês do anime. Sendo um dracônico Pokémon laranja, Charizard é a forma evoluída de Charmeleon e a evolução final de Charmander. Ele tem duas outras formas, Mega Charizard X e Y, que são suas formas da "Mega Evolução".
Charizard também se destaca na série de anime Pokémon como um dos Pokémons recorrentes do personagem principal Ash Ketchum. Ele também apareceu em adaptações impressas, como Pokémon Adventures, na posse de Green, o rival de Red e um dos protagonistas. Charizard aparece em Pokémon Origins como o Pokémon do protagonista Red. Charizard recebeu uma recepção positiva da mídia, com o GamesRadar descrevendo-o como "um dos Pokémons mais legais desenhados a mão por aqui". Charizard também serviu como mascote das capas de Pokémon Red e FireRed e faz uma aparição nas boxarts de Pokémon Stadium, Pokémon Ranger, Pokémon Mystery Dungeon: Rescue Team Red e Pokémon Mystery Dungeon: Explorers of Sky.

## Conceito e características
Charizard foi uma das várias opções de personagens concebidas pela equipe de desenvolvimento de personagens do Game Freak e finalizada por Ken Sugimori para a primeira geração de jogos Pocket Monsters Red e Green, localizados fora do Japão como Pokémon Red e Blue. Originalmente chamado de "Lizardon" no Japão, o personagem juntamente com vários outros da franquia acabou tendo seu nome alterado após uma decisão da Nintendo afim de tornar os personagens mais memoráveis entre as crianças americanas. Como resultado, o Pokémon acabou sendo renomeado como "Charizard", um Pokémon de coloração vermelha, uma combinação das palavras "charcoal" (carvão) e "lizard" (lagarto). Durante uma entrevista, o presidente da companhia Pokémon Tsunekazu Ishihara indicou que era esperado que Charizard se tornasse popular com audiências norte-americanas por causa de sua preferência para personagens fortes e poderosos.
Enquanto suas pré-evoluções Charmander e Charmeleon são criaturas semelhantes a lagartos terrestres, Charizard se assemelha a um grande tradicional dragão europeu. Apesar da semelhança, Charizard é explicitamente um Pokémon dos tipos Fogo e Voador, e não um tipo Dragão, exceto em sua forma "Mega Charizard X" - no entanto, ele pode aprender ataques do tipo Dragão.